# Alessandro Petacchi
Alessandro Petacchi  est un coureur cycliste italien né le 3 janvier 1974 à La Spezia, sur la côte ligurienne. Surnommé Ale-Jet, il est l'un des meilleurs sprinteurs de sa génération et compte à son palmarès, fin 2014, 184 victoires dans les courses du calendrier officiel de l'UCI (hors critériums) dont un Milan-San Remo, un Paris-Tours et 48 étapes de grands tours. La plupart de ses victoires ont été acquises dans les épreuves à étapes où il a appliqué avec succès la technique « du train » mise au point pour Mario Cipollini lors des sprints de fin d'étapes. Le 23 avril 2013, il décide de mettre un terme à sa carrière cycliste après avoir remporté 183 victoires professionnelles avant de revenir en août dans la formation belge Omega Pharma-Quick Step pour épauler Mark Cavendish et Tom Boonen dans les sprints puis en 2015 au sein de l'équipe Southeast. Le 13 juin 2015, il annonce mettre un terme définitif à sa carrière cycliste.

## Biographie sportive
Après une soixantaine de victoires, Alessandro Petacchi devient professionnel en 1996 dans l'équipe Scrigno-Blue Storm. Il passe les quatre premières saisons de sa carrière dans cette structure, qui prend les noms de Scrigno-Gaerne puis Navigare-Gaerne. Il remporte sa première victoire professionnelle en 1998 en Malaisie sur le Tour de Langkawi. Ce sera son seul succès avec cette structure. 1998 est également l'année de son premier Tour d'Italie où il y obtient plusieurs places d'honneurs lors des sprints massifs. C'est également le cas l'année suivante, bien qu'il ne soit pas le seul sprinteur au sein de son équipe, avec la présence de Dario Pieri et Gabriele Balducci.
En 2000, Alessandro Petacchi rejoint la nouvelle équipe italienne Fassa Bortolo, dirigée par Giancarlo Ferretti. Cela sera pour lui l'année de la révélation. Pourtant, lors du Giro, il n'est pas le sprinteur attitré de la Fassa Bortolo. Fabio Baldato étant non-partant sur fracture dès la deuxième étape, c'est pour Dimitri Konyshev que Petacchi et ses coéquipiers vont rouler. C'est un succès puisque le Russe s'adjuge une étape et le classement par points. Il obtient néanmoins une deuxième place lors de la 15e étape et une quatrième place lors de la 17e étape. La suite de sa saison s'avère en revanche fructueuse, puisqu'il enregistre neuf victoires en quatre mois, dont le classement final du Tour de la province de Lucques et, surtout, deux étapes du Tour d'Espagne, avec le soutien de Wladimir Belli, Nicola Loda et Fabio Baldato.
Coureur italien le plus victorieux en 2000, Alessandro Petacchi acquiert l'année suivante un nouveau statut au sein de la Fassa Bortolo. Ainsi, il ne participe pas au Tour d'Italie mais au Tour de France. Mais, après quatre succès au printemps, la suite de la saison est moins riche que l'année précédente. Sur le Tour, il se place six fois parmi les dix premiers d'étapes, mais une seule fois sur le podium et n'enregistre aucune victoire. L'année s'achève avec une étape remportée au Tour de Pologne et une septième place à Paris-Tours.
L'année 2002 commence de la meilleure des manières pour la Fassa Bortolo. En effet en février, Michele Bartoli s'impose au Tour méditerranéen et l'équipe remporte trois étapes, dont la dernière par Alessandro Petacchi avec une nette avance sur Mario Cipollini et Stuart O'Grady.
En 2003, Alessandro Petacchi remporte 15 victoires d'étapes au total des trois grands tours : 6 victoires au Tour d'Italie, 4 au Tour de France et 5 au Tour d'Espagne. Avec 15 étapes, il s'agit du deuxième meilleur total de l'histoire derrière les 20 succès de Freddy Maertens en 1977.

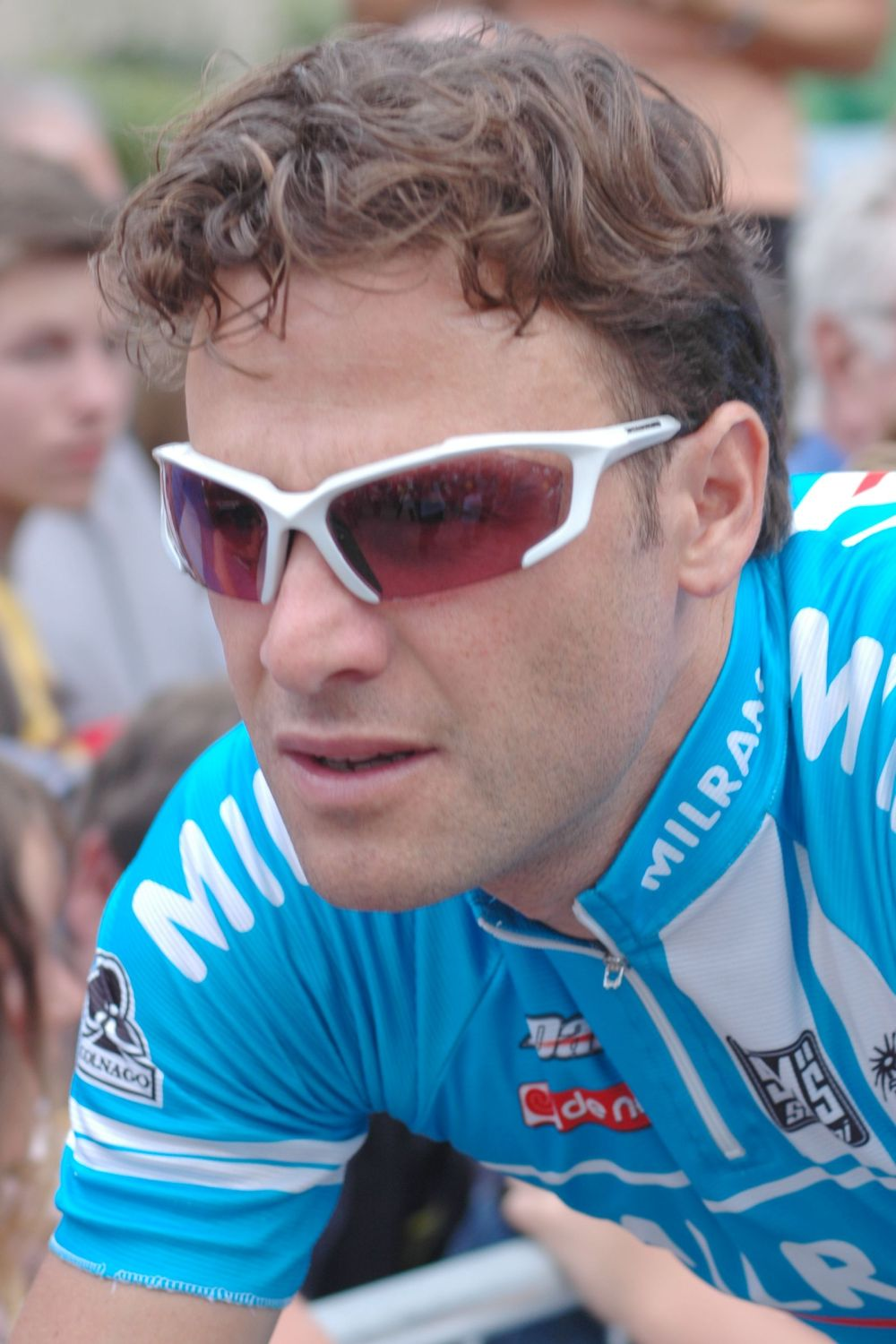
Alessandro Petacchi en 2006.

En 2004, il bat son record de victoires dans un même Tour d'Italie en y remportant neuf succès et, l'année suivante, il réalise un rêve en remportant au sprint la classique Milan-San Remo.
Les trois années suivantes vont être des années difficiles pour Alessandro Petacchi.
En 2006, il partage avec Erik Zabel le statut de leader de l'équipe Milram. Il se fracture une rotule lors de la troisième étape du Tour d'Italie 2006, disputée en Belgique, et compromet définitivement le reste de sa saison.
En 2007, il remporte cinq victoires d'étapes du Tour d'Italie et termine en tête du classement par points. Mais, quelques jours plus tard, les résultats des contrôles antidopage sont rendus publics et il s'avère qu'il a été contrôlé non-négatif au salbutamol après sa 3e victoire dans la 11e étape. Il est dans un premier temps suspendu par son équipe et ne participe pas au Tour de France. Le 24 juillet, il est acquitté par la fédération italienne de cyclisme, celle-ci retenant l'argument du coureur selon lequel ce médicament entre dans le traitement thérapeutique de son asthme. Ce jugement est confirmé en appel du Comité olympique national italien (CONI) le 11 août. Le CONI et l'Agence mondiale antidopage portent alors l'affaire devant le Tribunal arbitral du sport (TAS) à Lausanne qui rend son jugement en mai 2008 et prononce à l'encontre de Petacchi une suspension d'un an. Considérant qu'il a déjà purgé deux mois de cette peine, celle-ci court du 1er novembre 2007 et se termine le 31 août 2008. En outre, tous ses résultats obtenus - notamment 8 victoires - durant cette période sont annulés ainsi que ses 5 victoires sur le Giro 2007. À la suite de cette décision, l'équipe Milram résilie son contrat.
En juillet 2008, Alessandro Petacchi s'engage dans l'équipe continentale professionnelle italo-irlandaise LPR Brakes-Ballan. Il remportera, entre autres, deux étapes du Tour d'Italie 2009.
À la suite de la disparition de l'équipe irlandaise fin 2009, il rejoint pour deux saisons la formation ProTour Lampre-Farnese Vini.

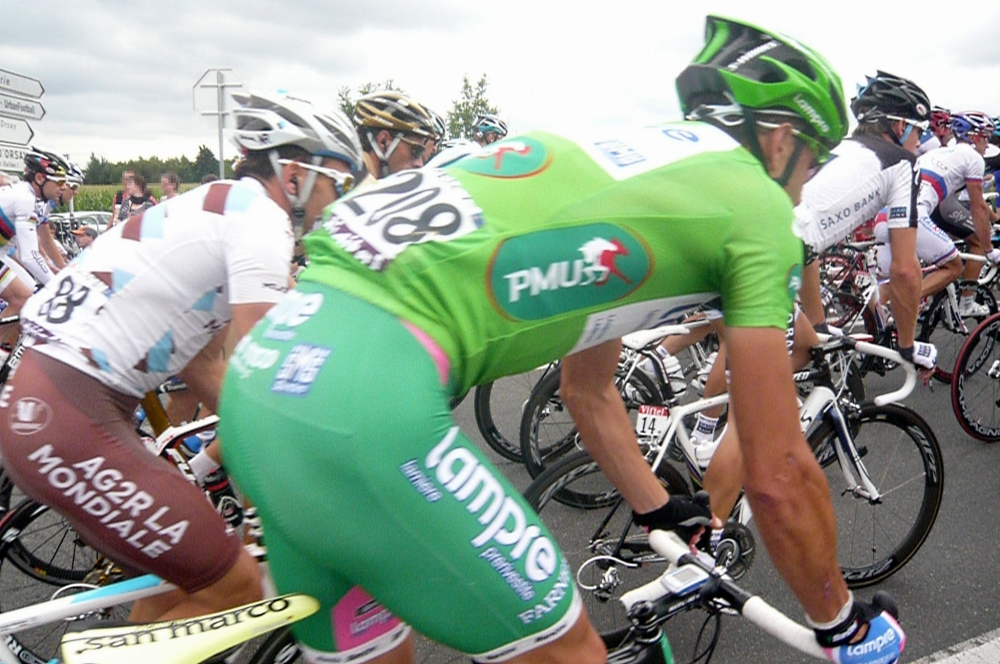
Petacchi en vert sur le Tour 2010.

En mai 2010, Alessandro Petacchi doit, sans grands résultats, quitter le Tour d'Italie dès la 8e étape pour cause de bronchite. À l'exception d'une victoire d'étape dans le Tour de Suisse, il se fait très discret jusqu'au Tour de France, où, six ans après sa dernière participation, il s'impose à deux reprises et remporte finalement le maillot vert du vainqueur du classement par points.
Le 4 avril 2010, la police italienne, enquêtant sur une affaire de dopage concernant 35 personnes liées à l'équipe Lampre-Farnese Vini, perquisitionne le domicile d'Alessandro Petacchi. Aucune substance illicite n'est trouvée à cette occasion. Il fait néanmoins l'objet d'une enquête pour « usage de substances interdites » basée sur de nouveaux éléments de preuves d'après la Gazzetta dello Sport. Il est à ce titre convoqué le 28 juillet devant le procureur chargé de l'enquête et devant le CONI le 24 août. Il est finalement lavé de tout soupçon.
En 2011, après avoir remporté une étape sur le Tour de Catalogne et une étape sur le Tour de Turquie, il s'impose au sprint lors de la 2e étape du Tour d'Italie devançant l'un de ses rivaux, Mark Cavendish. Lors de la 6e étape, il termine second, battu par le sprinteur de la Movistar Francisco Ventoso.
Victime d'une chute lors de la descente du col de la Croix-de-Fer durant la 11e étape du Tour de France 2012, Petacchi, hors-délai au terme de l'étape, est éliminé de ce Tour de France.
En 2013 Petacchi participe à plusieurs classiques dont Milan-San Remo et Paris-Roubaix, course qui termine son début de saison. Le 23 avril 2013, il annonce l’arrêt de sa carrière avec effet immédiat. Il participe à ce qui est alors sa dernière course chez les professionnels à l'occasion du Paris-Roubaix, où il abandonne.
Cependant, l'équipe Omega Pharma-Quick Step prend contact avec lui trois mois plus tard, afin qu'il épaule le sprinter Mark Cavendish, et de former Andrew Fenn. Il reprend sa carrière le 1er août.
Après 685 jours d'abstinence, Petacchi renoue avec le succès à l'arrivée du Grand Prix Pino Cerami 2014. Depuis le 27 mai 2012 et le Tour de Bavière, Petacchi n'avait plus obtenu de victoire. Placé la veille de Paris-Roubaix, la course belge ne bénéficie pas de la présence des meilleurs, concentrés sur la compétition française. La suppression de la Tienne du Dragon (nl), une montée pavée à 14 %, offre un terrain de prédilection aux sprinteurs. L'équipe Omega Pharma-Quick Step travaille pour que l'épreuve se termine groupée. Déjà quatrième du Grand Prix de l'Escaut, trois jours auparavant, Alessandro Petacchi s'offre, malgré ses quarante ans, son premier bouquet sous ses nouvelles couleurs. C'est une satisfaction pour lui car à son âge, « les sprinteurs gagnent en force ce qu'ils perdent en explosivité », il retourne à son quotidien dès la course suivante, être l'équipier de Mark Cavendish, lors de la phase de préparation des sprints.
À l'issue de la saison 2014, il signe un contrat en faveur de l'équipe continentale professionnelle italienne Neri Sottoli, qui prend le nom de Southeast en 2015. Il prend sa retraite de coureur à l'issue de la saison 2015.
Le 14 mai 2019, alors qu'il est pour la première année au commentaire du Tour d'Italie sur la télévision publique, il est suspendu à titre provisoire dans le cadre de l'opération Aderlass, une enquête policière en Autriche. Son nom apparaît dans les fichiers du médecin allemand Mark Schmidt, au centre de l'affaire. Petacchi est suspecté d'avoir pratiqué des transfusions sanguines à la fin de sa carrière, en 2012 et 2013, alors qu'il courait à l'époque au sein des équipes Lampre puis Omega Pharma-Quick Step,. Petacchi nie les faits et déclare « Je n'ai jamais eu de transfusion sanguine. Et je ne sais pas pourquoi mon nom apparaît dans ce fichier ». L'UCI le sanctionne « d'une période d'inéligibilité de deux ans pour des violations du règlement antidopage commises en 2012 et 2013 (usage de méthodes/substances interdites) sur la base des informations reçues des autorités policières autrichiennes ». Il perd le résultat des années 2012 et 2013. En novembre 2020, Danilo Hondo, son ancien coéquipier chez Lampre, déclare à un tribunal de Munich que Petacchi et lui avaient utilisé les services du docteur Mark Schmidt pour le dopage sanguin au cours de la saison 2012,. En réaction, Petacchi nie toute implication et indique, après avoir échangé avec l'avocat de Hondo, que « la déposition faite par Hondo est mal traduite et rapportée incorrectement car on lui attribue un sens inexact ».

## Palmarès, résultats et classements

### Palmarès amateur
- 1994
  - Gran Premio Calzifici e Calzaturifici Stabbiesi
- 1995
  - 4e et 6e étapes du Tour du Táchira
  - Gran Premio Comune di Cerreto Guidi
  - La Nazionale a Romito Magra
  - Trofeo Pigoni e Miele
  - 2e de la Coppa 29 Martiri di Figline di Prato

### Résultats sur les grands tours

#### Tour de France
7 participations
- 2001 : 97e
- 2003 : abandon (7e étape), vainqueur des 1re, 3e, 5e et 6e étapes
- 2004 : non-partant (6e étape)
- 2010 : 150e, vainqueur des 1re et 4e étapes,  vainqueur du classement par points
- 2011 : 107e
- 2012 : hors délais (11e étape)
- 2014 : 148e

#### Tour d'Italie
14 participations
- 1998 : abandon (18e étape)
- 1999 : 70e
- 2000 : 92e
- 2002 : 94e
- 2003 : hors délais (18e étape), vainqueur des 1re, 5e, 6e, 13e, 16e et 17e étapes,  maillot rose pendant 6 jours
- 2004 : 97e,  vainqueur du classement par points, vainqueur du classement Azzurri d'Italia, vainqueur des 1re, 4e, 6e, 8e, 10e, 12e, 14e, 15e et 20e étapes
- 2005 : 100e, vainqueur du classement Azzurri d'Italia, vainqueur des 9e, 12e, 15e et 20e étapes
- 2006 : non-partant (4e étape)
- 2007 : disqualifié a posteriori à la suite d'un contrôle « non négatif » au salbutamol
- 2009 : 121e, vainqueur des 2e et 3e étapes,  maillot rose 1 jour
- 2010 : abandon (8e étape)
- 2011 : non-partant (13e étape), vainqueur de la 2e étape
- 2014 : abandon (16e étape)
- 2015 : abandon (20e étape)

#### Tour d'Espagne
11 participations
- 1996 : 101e
- 1997 : abandon (5e étape)
- 2000 : 77e, vainqueur des 8e et 12e étapes
- 2002 : 94e, vainqueur de la 12e étape
- 2003 : 120e, vainqueur des 3e, 5e, 12e, 14e et 21e étapes
- 2004 : non-partant (15e étape), vainqueur des 2e, 4e, 7e et 13e étapes
- 2005 : 88e,  vainqueur du classement par points, vainqueur des 3e, 4e, 8e, 12e et 21e étapes
- 2006 : non-partant (16e étape)
- 2007 : 127e, vainqueur des 11e et 12e étapes
- 2010 : abandon (9e étape), vainqueur de la 7e étape
- 2011 : 100e

#### Remarques
- En 2003, Alessandro Petacchi devient le troisième coureur, après Miguel Poblet en 1956 et Pierino Baffi en 1958, à remporter, la même année, au moins une étape dans chacun des trois grands tours[32]. À ce jour[Quand ?], il reste le seul coureur à avoir réalisé cette performance dans la configuration actuelle du calendrier de l'UCI : Giro en mai, Tour en juillet et Vuelta en septembre. Il est même le seul à avoir remporté plus d'une étape la même année dans chacun des Grands Tours (6 étapes au Giro, 4 étapes au Tour et 5 étapes à la Vuelta en 2003).
- Avec une victoire dans le classement par points du Tour, du Giro et de la Vuelta, Alessandro Petacchi devient, en 2010, le quatrième coureur à remporter ce classement dans chacun des trois grands tours, après Eddy Merckx (1973), Djamolidine Abdoujaparov (1994) et Laurent Jalabert (1999), et avant Mark Cavendish (2013).
- Au classement des coureurs ayant remporté le plus d'étapes en ligne dans les trois grands tours confondus - donc à l'exclusion des prologues et autres étapes contre-la-montre - , Alessandro Petacchi, avec 48 victoires (TdF : 6, TdI : 22, TdE : 20), n'est précédé que par Mario Cipollini avec 57 victoires (TdF : 12, TdI : 42, TdE : 3) et Mark Cavendish et ses 53 victoires (34, 16, 3). Il devance Alfredo Binda, 42 victoires (2, 40, 0), Eddy Merckx, 40 victoires (19, 17, 4) et le tandem Learco Guerra et Rik Van Looy, 37 victoires et respectivement (8, 29, 0) et (7, 12, 18).
- Alessandro Petacchi est le seul coureur ayant remporté au moins une étape dans 5 Grands Tours consécutifs (TdE 2002, TdI 2003, TdF 2003, TdE 2003, TdI 2004).

### Classements mondiaux
Jusqu'en 2004, le classement UCI concerne tous les coureurs ayant obtenu des points lors de courses du calendrier international de l'Union cycliste internationale (324 courses en 2004). En 2005, l'UCI ProTour et les circuits continentaux sont créés, ayant chacun leur classement. De 2005 à 2008, le classement de l'UCI ProTour classe les coureurs membres d'équipes ProTour en fonction des points qu'ils ont obtenus lors des courses du calendrier UCI ProTour, soit 28 courses en 2005, 27 en 2006, 26 en 2007. En 2008, le calendrier du ProTour est réduit à 15 courses en raison du conflit entre l'UCI et les organisateurs de plusieurs courses majeures. Les trois grands tours, Paris-Roubaix, la Flèche wallonne, Liège-Bastogne-Liège, le Tour de Lombardie, Tirreno-Adriatico et Paris-Nice ne sont donc pas pris en compte dans le classement ProTour 2008. En 2009 et 2010, un « classement mondial UCI » remplace le classement ProTour. Il prend en compte les points inscrits lors des courses ProTour et des courses qui n'en font plus partie, regroupées dans un « calendrier historique », soit au total 24 courses en 2009 et 26 en 2010. Ce nouveau classement prend en compte les coureurs des équipes continentales professionnelles. En 2011, l'UCI ProTour devient l'UCI World Tour et reprend dans son calendrier les courses qui l'avaient quitté en 2008. Il comprend 27 courses en 2011.
Alessandro Petacchi apparaît pour la première fois au classement UCI en 1996. Il obtient son meilleur classement en 2003 : 3e.
| Année                  | 1996   | 1997 | 1998 | 1999 | 2000 | 2001 | 2002 | 2003 | 2004 | 2005 | 2006 | 2007 | 2008 | 2009 | 2010 | 2011 | 2012 | 2013 | 2014 |
| ---------------------- | ------ | ---- | ---- | ---- | ---- | ---- | ---- | ---- | ---- | ---- | ---- | ---- | ---- | ---- | ---- | ---- | ---- | ---- | ---- |
| Classement UCI         | 1 314e | 594e | 493e | 256e | 43e  | 159e | 20e  | 3e   | 9e   |      |      |      |      |      |      |      |      |      |      |
| Classement ProTour     |        |      |      |      |      |      |      |      |      | 11e  | 36e  | nc,  | -,   |      |      |      |      |      |      |
| Calendrier mondial UCI |        |      |      |      |      |      |      |      |      |      |      |      |      | 48e  | 24e  |      |      |      |      |
| UCI World Tour         |        |      |      |      |      |      |      |      |      |      |      |      |      |      |      | 58e  | 121e | 157e | 189e |
| UCI Europe Tour        |        |      |      |      |      |      |      |      |      |      |      |      | 127e | 127e |      |      |      |      |      |